# Monumento alla Resistenza (Ancona)

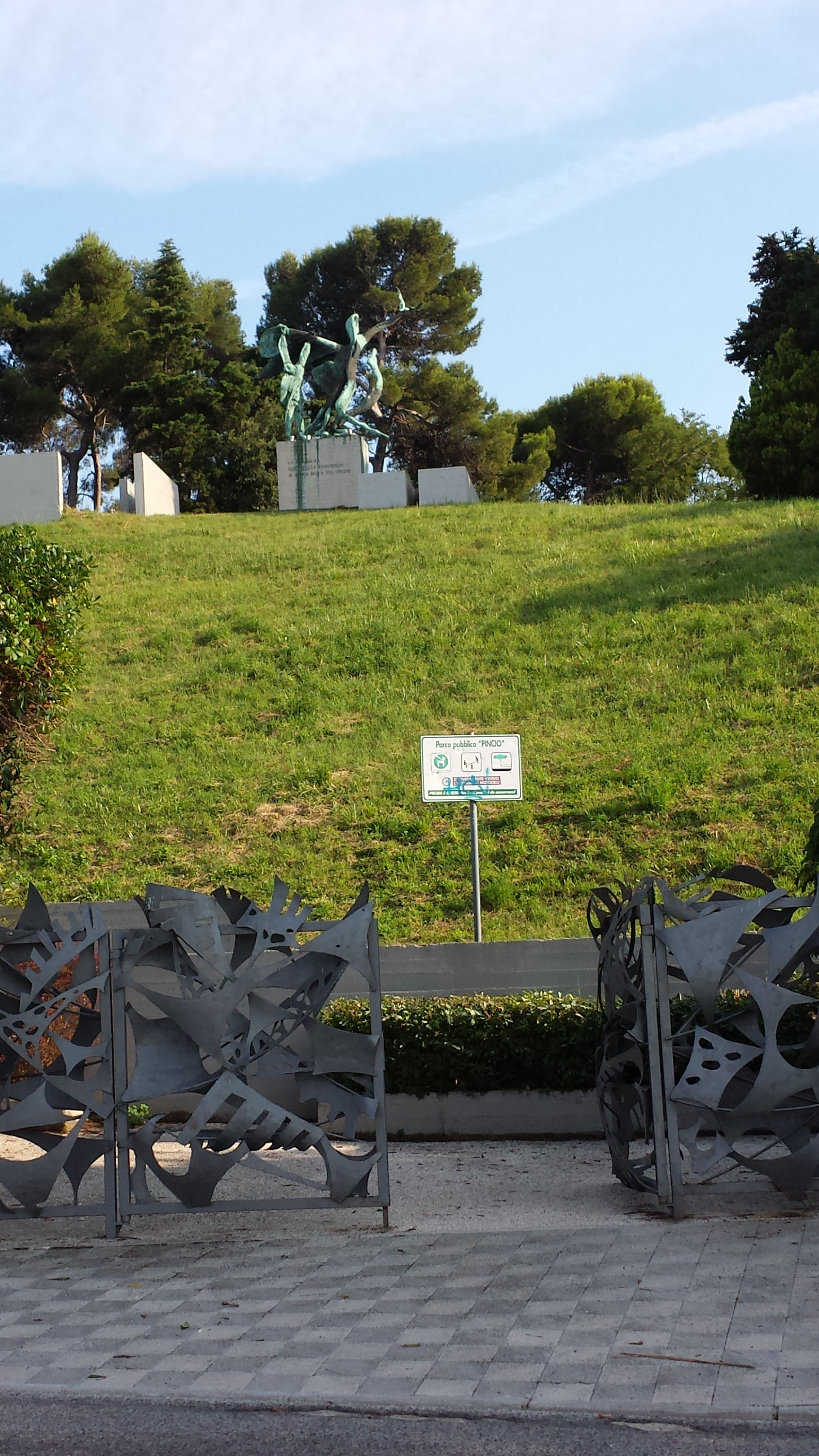
Veduta dall'ingresso

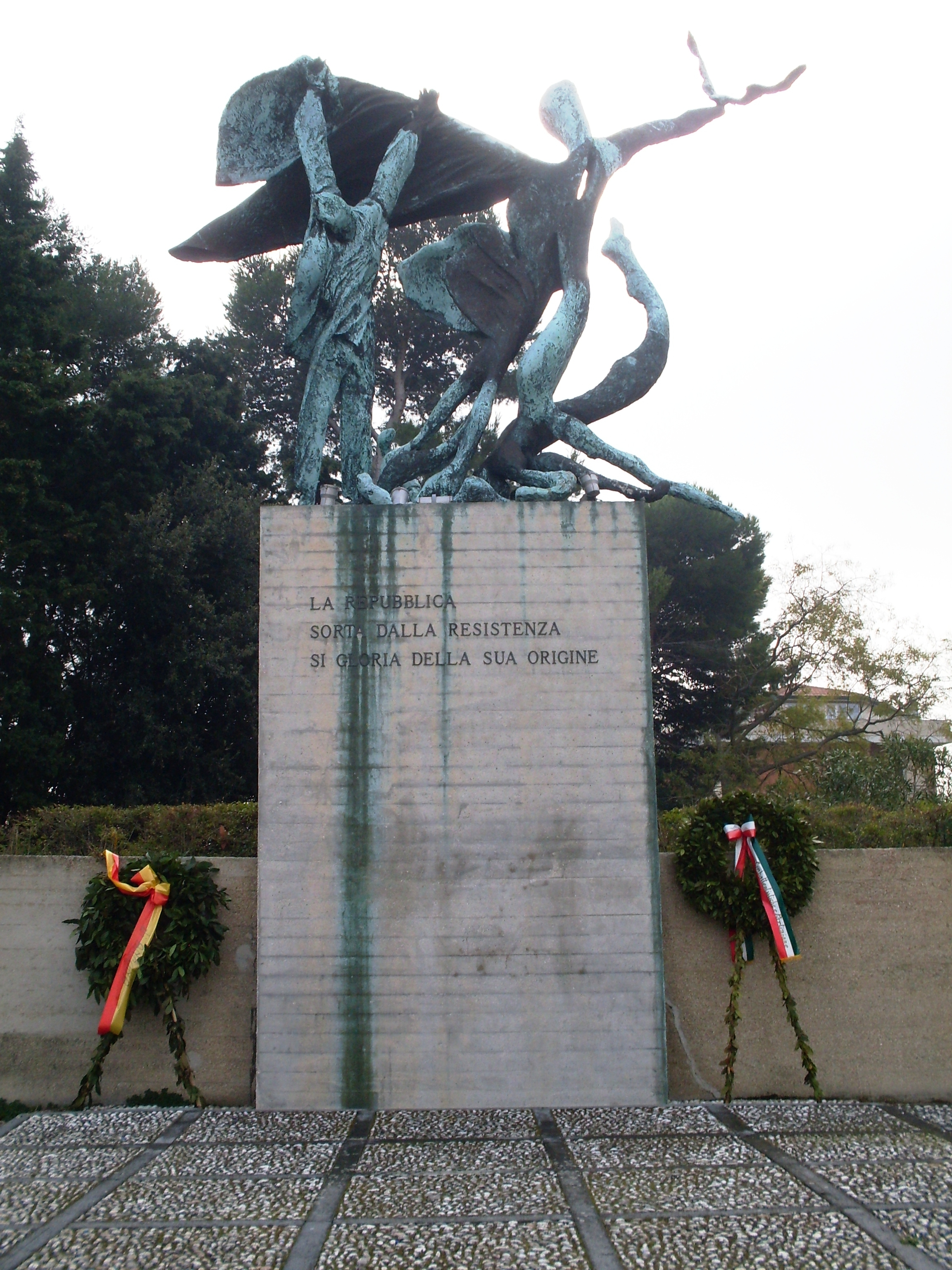
Il monumento, con i segni del degrado

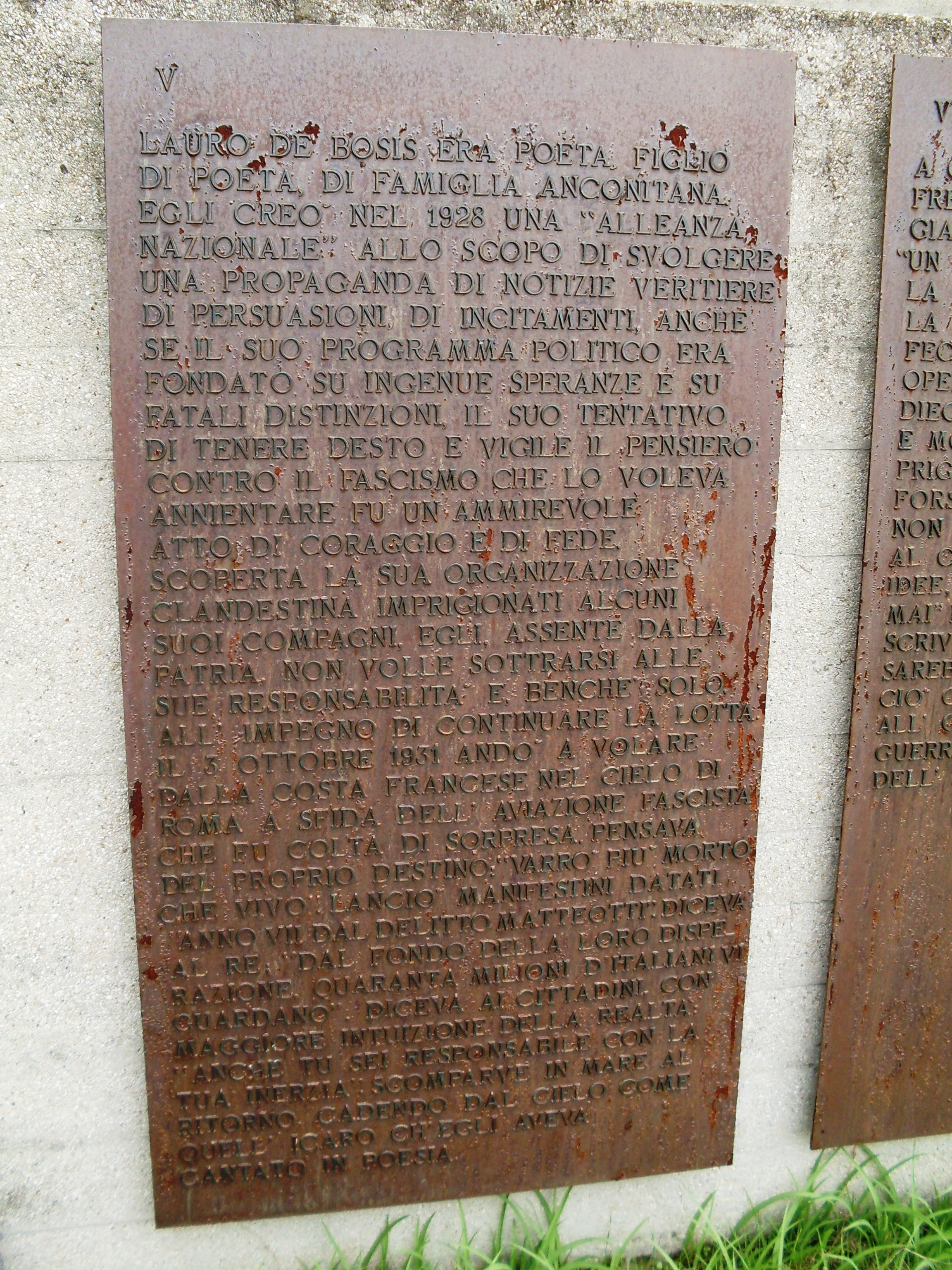
La lastra n° 4, dedicata alla memoria di Lauro De Bosis

Il monumento alla Resistenza di Ancona si trova all'interno del parco del Pincio. 
La scultura è in bronzo, opera di Pericle Fazzini, e riporta la frase "La Repubblica sorta dalla Resistenza si gloria della sua origine", fu inaugurato il 17 ottobre 1965, per celebrare i venti anni della liberazione, alla presenza di Sandro Pertini, che all'epoca era presidente della Camera dei Deputati. Il monumento rappresenta un uomo appeso per le braccia ad un ramo di un albero stilizzato a sembianze umane, con al lato opposto un uccello posato sul ramo.
La scalinata che sale al monumento e la sistemazione dell'area circostante sono stati realizzati nel 1965 dall'architetto Paola Salmoni di Ancona e dall'architetto-paesaggista Gilberto Orioli di Cesena. Lungo la scalinata sono disposte 16 lastre in ferro che riportano le lotte per la libertà che ha vissuto la città di Ancona dal 1922 al 1945. I testi sono di Franco Antonicelli. Il dislivello è i circa 13 metri.
Alla base della scalinata, si trova il cancello del parco, opera scultorea di Giovanna Fiorenzi, dal titolo Vele al vento, realizzata sottoforma di rottami di ferro artisticamente composti; il cancello simboleggia la tragedia distruttiva della guerra e la sanguinosa lotta per la libertà compiuta con la Resistenza; i rottami diventano però vele al vento, che spingono l'Italia verso la libertà, simboleggianti le rovine della guerra. 

## Testi delle lastre metalliche
1. Nell'agosto del 1922 Ancona fu presa d'assalto e occupata e tenuta con le armi per tre mesi da numerose squadre fasciste convenute da varie parti di Italia col pretesto di soffocare uno sciopero di lavoratori. La spedizione e l'occupazione violenta e crudele non furono ostacolate dal potere legale. La marcia su Ancona, rivelando la debolezza del governo, incoraggiò la marcia su Roma dell'ottobre. Con lo spirito ribelle e ardimentoso dimostrato durante e dopo il Risorgimento, si difese da sé il popolo di Ancona, quasi inerme di fronte a quell'avversario agguerrito e protetto. Si batté nei rioni della città, al porto, sui colli, dal campanile di San Giovanni a Capodimonte per tre giorni. Poi sopraffatto subì le persecuzioni di quella compagnia di ventura.
2. Furono devastate sedi di partiti, di sindacati, di associazioni, di circoli, case private, luoghi di lavoro, colpite persone e famiglie, non era che l'inizio. Arrivato al potere mostrò il fascismo il suo vero volto, dichiarò le sue pratiche ragioni avendo ormai perdute le vaghe e confuse spinte ideali che in esso erano confluite. La storia della sua dominazione è scritta in ogni documento sin dal primo anno. Giacomo Matteotti l'ha suggellata nelle sue denunce a viso aperto la consegnerà per la vendetta al popolo italiano nel quale credeva Ancona e la sua provincia, come le altre province marchigiane, rientrano come vittime in questa storia comune a tutta Italia. Non c'erano state ragioni qui nelle Marche per favorire il fascismo; non ce ne saranno per accettarlo, così Ancona fu vinta, ma non conquistata.
3. Saranno sciolti consigli comunali e provinciali, sarà imbavagliata, nonostante lo sforzo degli oppositori, l'opinione pubblica con la resa a discrezione del parlamento, la soppressione dei giornali avversari, l'eliminazione dei partiti, il bando ad ogni attività democratica, la caccia al singolo che resiste. Cominceranno le fughe in esilio e l'esilio in patria. Comincerà il silenzio che nega e accusa il nuovo ordine. La fine di Antonio Gramsci in carcere significherà l'eroismo dell'intelligenza che non si piega alla violenza e al dolore. E non si spegneranno i focolai di resistenza audace. "Uccidendo Matteotti – scriverà Carlo Rosselli – Mussolini ha indicato all'antifascismo quali debbono essere le sue preoccupazioni costanti e supreme: il carattere, l'anti-retorica, l'azione".
4. L'antifascismo non è più solamente una posizione politica: è una definizione morale. Per questo sorge, nella nostra terra come ovunque, una spontanea ragione di solidarietà e unità tra i vinti di tutti i partiti e di tutte le ideologie. Una luce di fede si fa strada anche nel buio più disperante. Don Sturzo esprime questa convinzione: "per noi l'attuale battaglia per la libertà è come un secondo risorgimento; ha le sue fasi e le sue difficoltà, e avrà il suo epilogo: non sappiamo quando né come, ma abbiamo fede che l'avrà; non può mancare, e l'epilogo sarà la riconquista della libertà". Non importa il numero di quanti resistono al potere che soffoca e umilia, non conta il successo. Dirà Lauro De Bosis: "la prova che il popolo italiano è in grandissima maggioranza antifascista ne è data dallo stesso regime, con la paura che esso mostra al minimo sussurro e con la ferocia con la quale punisce i minimi accenni di pensiero indipendente".
5. Lauro De Bosis era poeta, figlio di poeta, di famiglia anconitana. Egli creò nel 1928 una "alleanza nazionale". Allo scopo di svolgere una propaganda di notizie veritiere, di persuasioni, di incitamenti, anche se il suo programma politico era fondato su ingenue speranze e su fatali distinzioni, il suo tentativo di tenere desto e vigile il pensiero contro il fascismo che lo voleva annientare fu un ammirevole atto di coraggio e di fede. Scoperta la sua organizzazione clandestina, imprigionati alcuni suoi compagni, egli, assente dalla patria, non volle sottrarsi alle sue responsabilità e, benché solo, all'impegno di continuare la lotta. Il 3 ottobre 1931 andò a volare dalla costa francese nel cielo di Roma a sfida dell'aviazione fascista che fu colta di sorpresa. Pensava del proprio destino: "varrò più morto che vivo". Lanciò manifestini datati "anno VII dal delitto Matteotti". Diceva al Re: "dal fondo della loro disperazione, quaranta milioni d'italiani vi guardano". Diceva ai cittadini, con maggiore intuizione della realtà: "anche tu sei responsabile con la tua inerzia". Scomparve in mare al ritorno, cadendo dal cielo come quell'Icaro ch'egli aveva cantato in poesia.
6. A che serve una vittima? A questo freddo calcolo di tanti aveva già risposto Giuseppe Mazzini: "un martire è già una vittoria". La resistenza continuò anche se la vigilanza e l'oppressione si fecero più rigide ancora. Un operaio marchigiano, che patì dieci anni fra carcere e confino e morì a Ponza, scriveva dalla prigione: "tutte queste restrizioni forse è bene provarle perché non avviliscono chi ha fede ma al contrario mi temprano nelle idee, che tali restano più che mai". Era il pensiero di tanti. Scriveva anche: "la peggiore cosa sarebbe quella di non voler veder ciò che chiaramente si delinea all'orizzonte". Egli vedeva la guerra, dalla lontananza dell'anno '32.
7. La guerra di Spagna riaccese gli animi, rinsaldò le speranze di chi temeva il letargo dei giorni rassegnati e il rumore frastornante delle facili vittorie in Abissinia. Accorsero in difesa della libertà spagnola volontari di Ancona, di Jesi, di Fabriano, di Genga, di Sassoferrato: quattro ne caddero in battaglia. Il 1º maggio del '37 i muri di Ancona furono stampigliati di parole di fuoco contro il fascismo e in omaggio al popolo spagnolo, la bandiera dei lavoratori sventolò in piazza quattro novembre come un segnale di libertà.
8. I nuovi arbitrii, le nuove persecuzioni, l'alleanza con la Germania hitleriana, l'obbrobriosa campagna razziale, le minacce di guerra e infine la guerra che ci tocca da vicino sono i passi fatali del regime fascista verso l'abisso. Anche l'antifascismo anconitano si schiera in forze sempre più numerose. Impedisce ai giovani di accettare la mobilitazione "volontaria" nelle milizie fasciste, spinge le donne a manifestare per il pane e la pace, fornisce alle galere del regime nuovi coraggiosi che si sono gettati nella lotta. L'ideale della repubblica ha conquistato nuovo terreno anche presso la giovane formazione politica di "Giustizia e libertà".
9. Il 25 luglio del 1943 il regime crolla, non difeso, non puntellato, non rimpianto più da nessuno. "Un giorno – aveva scritto Giovanni Amendola a Filippo Turati – la causa dei vinti sarà la causa dei vincitori. I figli e i nipoti benediranno la memoria di coloro che non disperarono e che nel folto della notte più buia testimoniarono per l'esistenza del sole".
10. La storia di Ancona tra il 25 luglio e l'8 settembre fu come per tutta l'Italia la storia di una speranza tradita. Dove lo sfacelo pauroso dell'8 settembre aprire la via alla più disperata delle speranze: quella di riprendere in pugno il proprio destino, fidando nella più alta delle cause. Il 13 settembre entrarono in Ancona i carri armati tedeschi. La resistenza comincia subito a organizzarsi. La concentrazione antifascista si trasforma in Comitato di Liberazione Nazionale, sorgono gruppi di azione patriottica, si formano le prime bande, che daranno vita alla gloriosa V brigata Garibaldi. Guida della lotta armata è l'ingegnere Gino Tommasi, che sarà famoso col nome di battaglia "Annibale". Catturato in Ancona nel febbraio del '44, patirà sevizie, carcerazione, deportazione, e morirà di sofferenze a Mauthausen il 5 maggio 1945. Medaglia d'oro alla memoria.
11. "Come le rondini di un continente, che lo stesso giorno si accorgono che è giunta l'ora per mettersi in viaggio" – così esprimerà Piero Calamandrei la commozione e lo stupore per l'improvviso e simultaneo sorgere della resistenza – anche nell'anconitano accorsero d'ogni parte civili e militari, vecchi e nuovi antifascisti, uomini e donne d'ogni fede, vigili del fuoco, donatori di sangue, a portare il loro contributo alla guerra di liberazione. In un primo tempo l'attività è rivolta a procacciarsi le armi, e custodirle in depositi, a salvare soldati italiani e prigionieri alleati dalla caccia tedesca, a sabotare il lavoro nelle fabbriche, ad aiutare l'organizzazione sanitaria.
12. "Solo ora comincia la nostra guerra – ha scritto a sua madre il tenente Achille Barilatti (poi fucilato: medaglia d'oro alla memoria) – ora che si combatte per la nostra patria non già per un'idea che nessuno sentiva". È una nuova guerra per riconquistare una patria. Lo sente l'oscuro popolo che aiuta i partigiani e detesta i loro nemici, lo sentono anche i contadini, che per la prima volta nella nostra storia non restano assenti dalla lotta per la libertà, dalla guerra senza coscrizioni, e stanno per la parte giusta, capiscono quel che difendono nella unità degli interessi e sono anch'essi sacrificati, come, fra i molti, i sette della famiglia Mazzarini di Monte Sant'Angelo di Arcevia, i sei della famiglia Lucantoni di Offagna e di questi una bimba di un anno.
13. La lotta è una in tutto l'anconitano e nelle altre tre province delle Marche. Ricordare un martire, un eroe, un capo, un umile combattente, una staffetta, un gappista, è ricordarne altri cento. E ricordare tutti i partigiani della nostra terra è anche ricordare quegli anconitani che hanno difeso all'estero la libertà dell'Europa e quei volontari di altre regioni che hanno combattuto e sono caduti nelle nostre file, e i partigiani stranieri jugoslavi, inglesi, sovietici, francesi, americani, polacchi, somali, e abissini, noti e ignoti, che furono a fianco dei nostri, così dimostrando che la resistenza non divideva un popolo dall'altro, ma un ideale da un altro.
14. Il secondo tempo della guerra partigiana nel nostro territorio è il più duro. Si intensifica l'azione repressiva dei nazifascisti, si sfoga con maggiore bestialità nei mesi di marzo, aprile e maggio del '44. Lo testimoniano i rastrellamenti accaniti e soprattutto la crudele strage dei difensori di Monte Sant'Angelo di Arcevia. Sotto le mura di Arcevia la popolazione è costretta ad assistere alla fucilazione di cinque partigiani. Ma la lotta partigiana non è solo di difesa e di sabotaggio e rapidi colpi di mano compiuti con ritmo crescente: a Valdiola, a Frontale si sviluppa una vera e propria battaglia che riesce vittoriosa per i partigiani. I nemici stessi ne debbono riconoscere l'abilità e la forza.
15. Ma la liberazione non è lontana. Il C.L.N. delle Marche ha operato la riunificazione di tutte le forze combattenti, includendovi ufficiali del fronte miliare clandestino. Gli alleati avanzano, affiancati dalle formazioni del corpo italiano di liberazione e dalla valorosa brigata Maiella. Il 9 luglio 1944, con una delle più dure battaglie, viene liberata Filottrano dai paracadutisti della Nembo. Partigiani e gappisti insidieranno la ritirata tedesca, impediranno che sia fatta terra bruciata. Il 18 luglio in Ancona coperta di tragiche macerie e priva di tutto entra il reggimento polacco "Lanceri dei Carpazi" e trova a riceverlo il governo provvisorio della città. Con la liberazione di Fabriano e Sassoferrato è salva finalmente tutta la provincia. Tutti hanno combattuto per la liberazione dei loro paesi. Volontari anconetani continuano la lotta per la liberazione dell'Italia del nord, incorporati nei gruppi di combattimento, oltre il Senio, in altre regioni, molti ne cadranno.
16. Adattando la guerriglia alla difficile natura dei nostri luoghi e la direzione della lotta alle particolari condizioni politiche e militari esistenti in tutta la regione, il contributo anconitano alla resistenza è risultato prezioso sia dal punto di vista materiale che da quello morale. Non è soltanto la vittoria a contare, ma anche il suo prezzo. E la liberazione delle piccole patrie e della patria grande dal nemico esterno e interno è stata compresa come l'inizio di più ampie liberazioni sociali e umane. Riunificata l'Italia nei comuni sentimenti, nelle comuni ragioni civili, gli italiani hanno stretto fra loro un nuovo patto, ispirato da tutte le esperienze, da tutti i propositi e le speranze accumulate tra il 1922 e il 1945.